# Roger Kellaway
Roger Kellaway (Waban (Massachusetts), 1 november 1939) is een Amerikaanse jazzpianist, componist en producent.

## Biografie
Roger Kellaway studeerde eind jaren 1950 aan het New England Conservatory, bracht de vroege jaren 1960 door in New York, speelde piano bij Kai Winding, Al Cohn, Zoot Sims en vanaf 1964 regelmatig in de Clark Terry/Bob Brookmeyer Band. In 1966 ging Kellaway naar Californië, speelde in de bigband van Don Ellis en nam het album Stride! op. Nu werd hij ook werkzaam als componist van nummers in de third stream-richting en schreef meerdere nummers voor een cello-kwartet en groot orkest onder andere voor het New York City Ballet van George Balanchine.
Naast werkzaamheden voor televisie en film nam Kellaway platen op met Ruby Braff, Kenny Burrell, Tony Coe, Maynard Ferguson, Stan Getz, Gerry Mulligan, Carmen McRae, Wes Montgomery, Art Pepper, Sonny Rollins, Charlie Mariano, Oliver Nelson, Zoot Sims, Dick Sudhalter, Mads Vinding, Putte Wickman en anderen.

## Discografie
- 1963: A Jazz Portrait Of Roger Kellaway (Regina/Fresh Sound Records)
- 1965: The Roger Kellaway Trio (Prestige/OJC)
- 1967: Stride! (World Pacific)
- 1987: Fifty Fifty (Stash Records) met Red Mitchell
- 1988: Alone Together (Dragon) met Red Mitchell
- 1991: Live At Mayback Recital Hall – Vol. 11 (Concord)
- 1991: That Was That (Dragon) met Jan Allan
- 1992: Roger Kellaway Meets the Duo: Gene Bertoncini and Michael Moore (Chiaroscuro)
- 1992: Life's A Take (Concord) met Red Mitchell
- 1995: Inside & Out (Concord) met Ruby Braff
- 2008: Live at the Jazz Standard
- 2011: Live at the Library Of Congress (IPO), met Eddie Daniels
- 2013: Duke at the Roadhouse: Live in Santa Fe (IPO), met Eddie Daniels
- 1988, 2017: Just Friends: Live at the Village Vanguard (Resonance, 1988), dto.